# Luis Buñuel
Luis Buñuel, född 22 februari 1900 i Calanda, Teruel, Aragonien, död 29 juli 1983 i Mexico City, Mexiko, var en spansk filmregissör, manusförfattare, producent och skådespelare.
Buñuel samarbetade med den surrealistiske konstnären Salvador Dalí. Mellan åren 1930 och 1950 gjorde Buñuel inga filmer, då spanska inbördeskriget och andra världskriget hindrade honom från detta. Istället skapade Buñuel antifascistiska filmer som distribuerades i Latinamerika.
1946 flyttade Buñuel till Mexiko och började göra filmer där, bland annat en märklig version av Emily Brontës roman Svindlande höjder, med samma titel (1954). På filmfestivalen i Cannes 1961 träffade han manusförfattaren Jean-Claude Carrière. De båda kom att samarbeta fram tills Buñuels död. Resten av Buñuels franskspråkiga filmer (vilket inkluderar sex av hans sju sista långfilmer) hade manus skrivna av Carrière.
Typiska teman i Buñuels filmer var fotfetischism, nekrofili, hat mot blinda människor och äldre män som älskar yngre kvinnor.

## Filmografi i urval
- 1929 – Den andalusiska hunden (kortfilm)
- 1930 – Guldåldern
- 1933 – Land utan bröd (dokumentärfilm)
- 1950 – Gatans desperados
- 1953 – Den nakna sanningen
- 1954 – Svindlande höjder
- 1954 – Robinson Crusoe
- 1956 – Djungelmorden
- 1959 – Nazarín
- 1961 – Viridiana
- 1962 – Mordängeln
- 1964 – En kammarjungfrus dagbok
- 1967 – Belle de jour – dagfjärilen
- 1970 – Tristana
- 1970 – Vintergatan
- 1972 – Borgarklassens diskreta charm
- 1974 – Frihetens fantom
- 1977 – Begärets dunkla mål